# Сан-маринская лира
Сан-маринская лира (итал. lira sammarinese, мн. ч. lire) — валюта Сан-Марино с 1860-х годов до 2002 года, когда она была заменена на евро. Сан-маринская лира была приравнена к итальянской лире. И итальянские банкноты и монеты, и ватиканские монеты находились в свободном обращении на территории Сан-Марино, так же как и сан-маринские монеты на территории Италии и Ватикана. Выпускались только монеты, банкноты использовались итальянские.

## История
Возможность выпуска сан-маринских монет неоднократно обсуждалась, начиная с 1608 года. В протоколе заседания Совета от 28 октября 1792 года зафиксировано решение о создании в Сан-Марино монетного двора, однако по неизвестным причинам это решение не было выполнено. Единственным монетным двором, существовавшим когда-либо на территории республики, был созданный в 1781 году «двор», изготавливавший поддельные папские монеты.
Только с созданием единого итальянского государства начались переговоры, приведшие к конкретным решениям о выпуске монет Сан-Марино. 22 марта 1862 года была подписана итало-сан-маринская монетная конвенция, предусматривавшая чеканку монет республики в соответствии денежной системой и монетной стопой, действующими в Италии.
В 1864 году на монетном дворе в Милане была выпущена первая монета Сан-Марино — медная монета в 5 чентезимо, в 1875 году на том же дворе — также медные 10 чентезимо. С 1894 года монеты чеканились на монетном дворе в Риме. В 1898 году начата чеканка серебряных монет — 50 чентезимо, 1 лира, 2 и 5 лир. Чеканка монет не была регулярной, после выпуска в 1906 году монет в 1 и 2 лиры она была приостановлена.
10 февраля 1914 года было подписано соглашение, предусматривавшее право на выпуск золотых монет Сан-Марино. Этим правом республика решила воспользоваться только в 1925 году, выпустив золотые монеты в 10 и 20 лир.
В 1931 году выпущены новые серебряные монеты в 5, 10 и 20 лир, а в 1935 году — бронзовые 5 и 10 чентезимо.
В 1938 году чеканка вновь была приостановлена. 31 марта 1939 года была подписана новая конвенция, по условиям которой республика отказывалась от дальнейшей чеканки собственных монет. Конвенция предусматривала право Сан-Марино на выпуск золотых монет, которые должны были чеканиться только в Риме, однако за время действия конвенции республика этим правом не воспользовалась.
10 сентября 1971 года заключена новая итало-сан-маринская монетная конвенция, предусматривающая возобновление чеканки монет республики, и разрешающая использование монет Сан-Марино на территории Италии наравне с итальянскими монетами.
В 1972 году Сан-Марино выпустило монеты в 1, 2, 5, 10, 20, 50, 100 и серебряные 500 лир. Монеты Сан-Марино по внешнему виду несколько отличаются от соответствующих итальянских. В 1978 году появились 200 лир, в 1982 году — биметаллические 500 лир, в 1977 году — серебряные 1000 лир, в 1995 году — серебряные 5000 и 10 000 лир, в 1998 году — биметаллические 1000 лир. Чеканка новых золотых монет начата в 1974 году, однако теперь они чеканились не в лирах, а в скудо (½, 1, 2, 5 и 10 скудо).
Банкноты в сан-маринских лирах никогда не выпускались, в обращении использовались итальянские банкноты. В связи с недостатком в обращении денежных знаков мелких номиналов Сберегательной кассой Республики Сан-Марино в 1976 году выпускались чеки на предъявителя номиналом в 150 и 200 лир.
Введение евро в Сан-Марино производилось в те же сроки, что и в Италии. Сан-маринская и итальянская лира обменивались на евро в соотношении: 1936,27 лиры = 1 евро, лиры находились в обращении параллельно с евро в период с 1 января по 28 февраля 2002 года.